# Ossenmoorgraben
Der Ossenmoorgraben ist ein ca. 3,2 km langer Bach in Norderstedt. Er mündet im Tarpenbekpark in die Tarpenbek.

## Geschichtliches
Der Ossenmoorgraben war früher ein Quellfluss der Tarpenbek, wie auf alten Karten erkennbar ist. Der Zusammenfluss der Tarpenbek-Quellflüsse Tarpenbek-West und Tarpenbek-Ost lag damals südlicher als heute, nämlich an der heutigen Mündung des Ossenmoorgrabens.

## Verlauf
Er beginnt südlich der Straße Glashütter Damm in Norderstedt-Glashütte und unterquert die Straße Schulstieg, bevor er an einem Rückhaltebecken vorbeiläuft. Danach unterquert er die Straßen Müllerstraße und Poppenbütteler Straße. Der Graben verläuft durch ein weiteres Rückhaltebecken, bevor er die Straßen Am Böhmerwald, Grundweg und Glashütter Damm unterquert. Nach der Schleswig-Holstein-Straße mündet er in die Tarpenbek.